# Бернхард I фон Баден
Бернхард I фон Баден  (на немски: Bernhard I von Baden; * 1364; † 5 април 1431, Баден-Баден) е маркграф на Маркграфство Баден от 1372 до 1431 г.

## Биография
Бернхард е големият син на маркграф Рудолф VI († 21 март 1372) и Матилда фон Спонхайм († 1 ноември 1410), дъщеря на граф Йохан III фон Спонхайм и пфалцфграфиня Мехтхилд фон Пфалц.
През 1380 г. той и брат му Рудолф VII († 1391) сключват наследствен договор и разделят страната на две части. Рудолф VII получава южните територии около Етлинген над Ращат, а той териториите около Дурлах и Пфорцхайм. Брат му умира неженен и бездетен.
Бернхард има за резиденция замък Хоенбаден над термалните бани на град Баден. Той разширява замъка и въвежда обратно страничната линия на маркграфовете на Баден-Хахберг в главната линия.
Бернхард е погребан в манастирската църква в Баден-Баден.

## Фамилия
Първи брак: през 1384 г. с графиня Маргарета фон Хоенберг-Ротенбург († 26 февруари 1419), дъщеря на граф Рудолф III фон Хоенберг († 1389). Те нямат деца и през 1393 г. се развеждат. Маргарета се омъжва тогава за граф Херман фон Зулц († 1429) и има с него три деца (двама сина и една дъщеря).
Втори брак: през август 1384 г. с Беатрикс фон Ханау. Те нямат деца.
Трети брак: на 15 септември 1397 г. с Анна фон Йотинген (* ок. 1380, † 9 ноември 1436), дъщеря на граф Лудвиг XII (XI) фон Йотинген († 1440). Двамата имат 10 деца:
- Анна фон Баден (* 15 март 1399, † сл. 6 декември 1421), ∞ 11 май 1409 за Лудвиг IV фон Лихтенберг († 28 август 1434)
- Беатрикс (* 24 юни 1400, † 1452), ∞ 11 юли 1411 за граф Емих VII фон Лайнинген-Хартенбург († 1452)
- Матилда (* 1401, † 1402)
- Маргарета (* 25 януари 1404, † 7 ноември 1442), ∞ 1 март 1418 за граф Адолф II фон Насау-Висбаден-Идщайн (* 1386, † 1426)
- Якоб (* 15 март 1407, † 13 октомври 1453, Мюлбург), маркграф на Баден

1. ∞ 25 юли 1422 за Катарина Лотарингска († 1 март 1439), дъщеря на херцог Карл II от Горна Лотарингия

- Агнес (* 25 март 1408, † януари 1473, Еберщайнбург)

1. ∞ 2 юни 1432, за граф Герхард VII фон Холщайн (* 1404, † 24 юли 1433)
2. сгодява се 1434 за Ханс фон Хевен († сл. 1467)

- Урсула фон Баден (* 24 октомври 1409, † 24 март 1429)

1. ∞ 1422 граф Готфрид IX фон Цигенхайн († 9 март 1425)
2. ∞ 1426 херцог Улрих II фон Тек († 1432)

- Бернхард (* 1412, † 1424)
- Бригита (* 1416, † сл. 24 юли 1441), монахиня
- Рудолф (* 1417, † 1424)

Той има и извънбрачните деца:
- Бернхард, каноник в Базел
- Анна († 12 май 1449), ∞ 1439 за Паул Лутран фон Ертрин